# 萊茵埃克城主

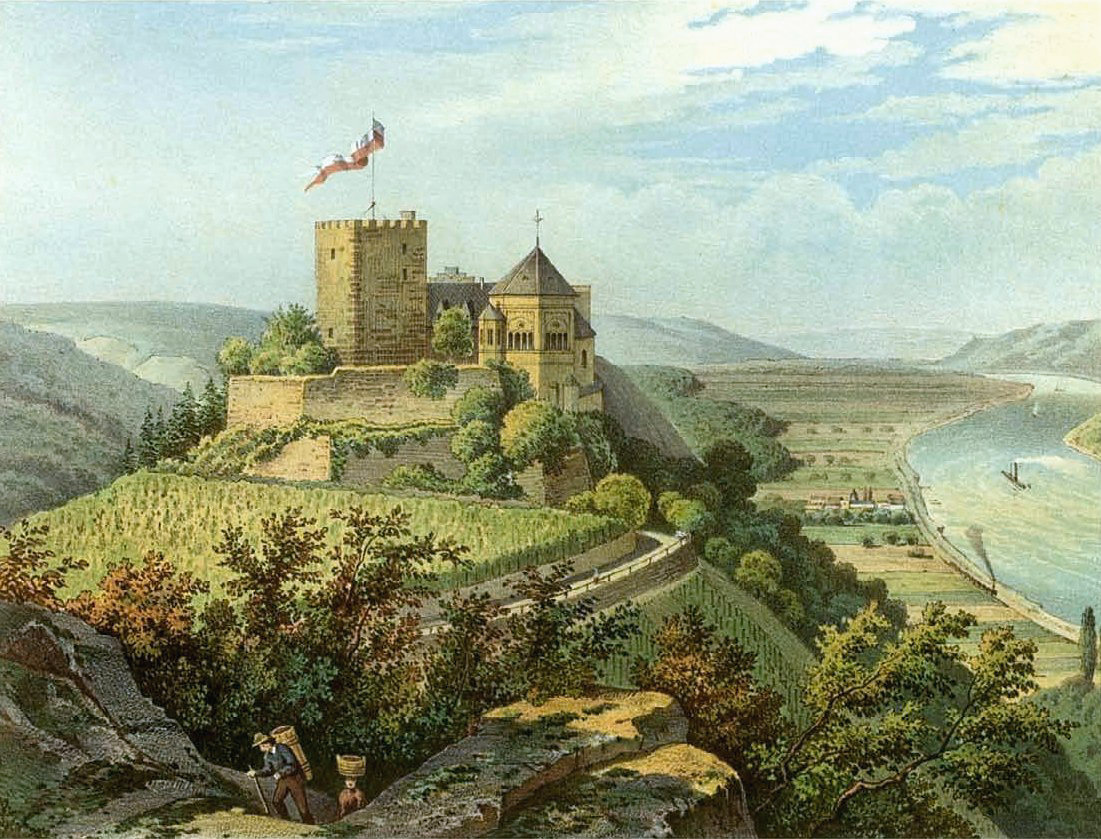
1860年的萊茵埃克城

萊茵埃克城主（德語：Burggrafschaft Rheineck）是神聖羅馬帝國的一個城主國。它是萊茵選侯行政圈的成員。

### 書籍
- Playfair, James. . Hill. 1812. ISBN 9781333754471.

### 網頁
- . www.holyromanempireassociation.com.   [24 March 2017]. （原始内容存档于2018-07-18）.